# يوكوكو نو راسبوتين
يوكوكو نو راسبوتين (باليابانية: 憂国のラスプーチン، بالروماجي: Yuukoku no Rasputin)
(بالإنجليزية: Rasputin the Patriot)‏ هي سلسلة مانغا يابانية من تأليف تاكاشي ناغازاكي [اليابانية] ورسم جونجي إيتو، مقتبسة من السيرة الذاتية للدبلوماسي السابق والكاتب السياسي ساتو ماسارو [اليابانية]، نشرت من قبل شوغاكوكان في مجلة بيغ كوميك، من عام 2010 حتى عام 2012. تم تجميع فصول المانغا في 6 مجلدات تانكوبون، نشرت في 25 ديسمبر عام 2010 حتى 27 ديسمبر عام 2012.

## القصة
تدور أحداث القصة عن التجربة الشخصية للدبلوماسي السابق والكاتب السياسي ساتو ماسارو، عندما كان محتجزًا في مركز الاحتجاز في روسيا.

## وصلات خارجية
- يوكوكو نو راسبوتين على موقع myanimelist